# Изоцитрат
Изоцитра́т — анион, депротонированная форма изолимонной кислоты, структурный изомер цитрата, является субстратом цикла трикарбоновых кислот. Образуется из цитрата с помощью фермента аконитазы, а затем поступает на фермент изоцитратдегидрогеназу, где подвергается окислительному декарбоксилированию и превращается в α-кетоглутарат. В отличие от цитрата, структура изоцитрата более напряжена, что значительно облегчает его окисление.
Изоцитрат широко используется как маркёр для определения качества или подлинности продуктов, чаще всего соков цитрусовых. Например, в настоящем соке соотношение цитрата к D-изоцитрату обычно меньше 130. Превышение этого значения может говорить о факте фальсификации апельсинового сока путём добавления промывки пульпы, посторонних соков, сиропов из кукурузы, сахарной свеклы или тростникового сахара, а также попыток выдать сок, восстановленный из концентрата, за натуральный апельсиновый сок.